# Andinsk smaragd
Andinsk smaragd (Uranomitra franciae) är en fågel i familjen kolibrier.

## Utseende
Andinsk smaragd är en medelstor kolibri. Inom sitt utbredningsområde har ingen annan kolibri rent vit undersida. Könen är lika förutom att hjässan är blå hos hanen, grön hos honan.

## Utbredning och systematik
Arten förekommer i nordvästra Sydamerika och delas in i tre underarter med följande utbredning:
- Uranomitra franciae franciae – förekommer i subtropiska delar av Anderna i nordvästra och centrala Colombia
- Uranomitra franciae viridiceps – förekommer i tropiska sydvästra Colombia och västra Ecuador
- Uranomitra franciae cyanocollis – förekommer i Andernas östsluttning i norra Peru

### Släktestillhörighet
Arten placeras traditionellt i släktet Amazilia, men genetiska studier visar att arterna i släktet inte står varandra närmast. Den har därför flyttats till det egna släktet Uranomitra. BirdLife International och IUCN har dock valt att istället expandera släktet Amazilia till att även omfatta Uranomitra.

## Levnadssätt
Andinsk smaragd är en rätt vanlig fågel i molnskogar på mellan 800 och 1800 meters höjd. Den ses vanligen vid skogsbryn, gläntor och ungskog, men besöker också fågelmatningar.

## Status och hot
Arten har ett stort utbredningsområde, men tros minska i antal, dock inte tillräckligt kraftigt för att den ska betraktas som hotad. Internationella naturvårdsunionen IUCN listar arten som livskraftig (LC).

## Namn
Fågelns vetenskapliga artnamn hedrar Francia Bourcier, dotter till franska diplomaten och kolibrikännaren Claude-Marie Jules Bourcier.